# بيتر سوليفان (مخرج)
بيتر سوليفان (بالإنجليزية: Peter Sullivan)‏ هو كاتب سيناريو ومنتج أفلام ومخرج أمريكي، ولد في 30 نوفمبر 1976 في Shrewsbury, Massachusetts ‏ في الولايات المتحدة.

## وصلات خارجية
- بيتر سوليفان على موقع IMDb (الإنجليزية)
- بيتر سوليفان على موقع ألو سيني (الفرنسية)
- بيتر سوليفان على موقع أول موفي (الإنجليزية)
- بيتر سوليفان على موقع قاعدة بيانات الفيلم (الإنجليزية)
- بيتر سوليفان على موقع كينوبويسك (الروسية)